# L'acconciatura (Cassatt)
L'acconciatura è un'incisione della pittrice e incisore statunitense Mary Cassatt, realizzata tra il 1890 e il 1891 e conservata presso la National Gallery of Canada ad Ottawa.

## Storia
Mary Cassatt scelse di creare un'incisione, tipo di opera di maggior diffusione perché facilmente riproducibile, in base al pensiero secondo cui l'arte non dev'essere qualcosa di elitario, quindi chiunque deve avere la possibilità di accedervi.

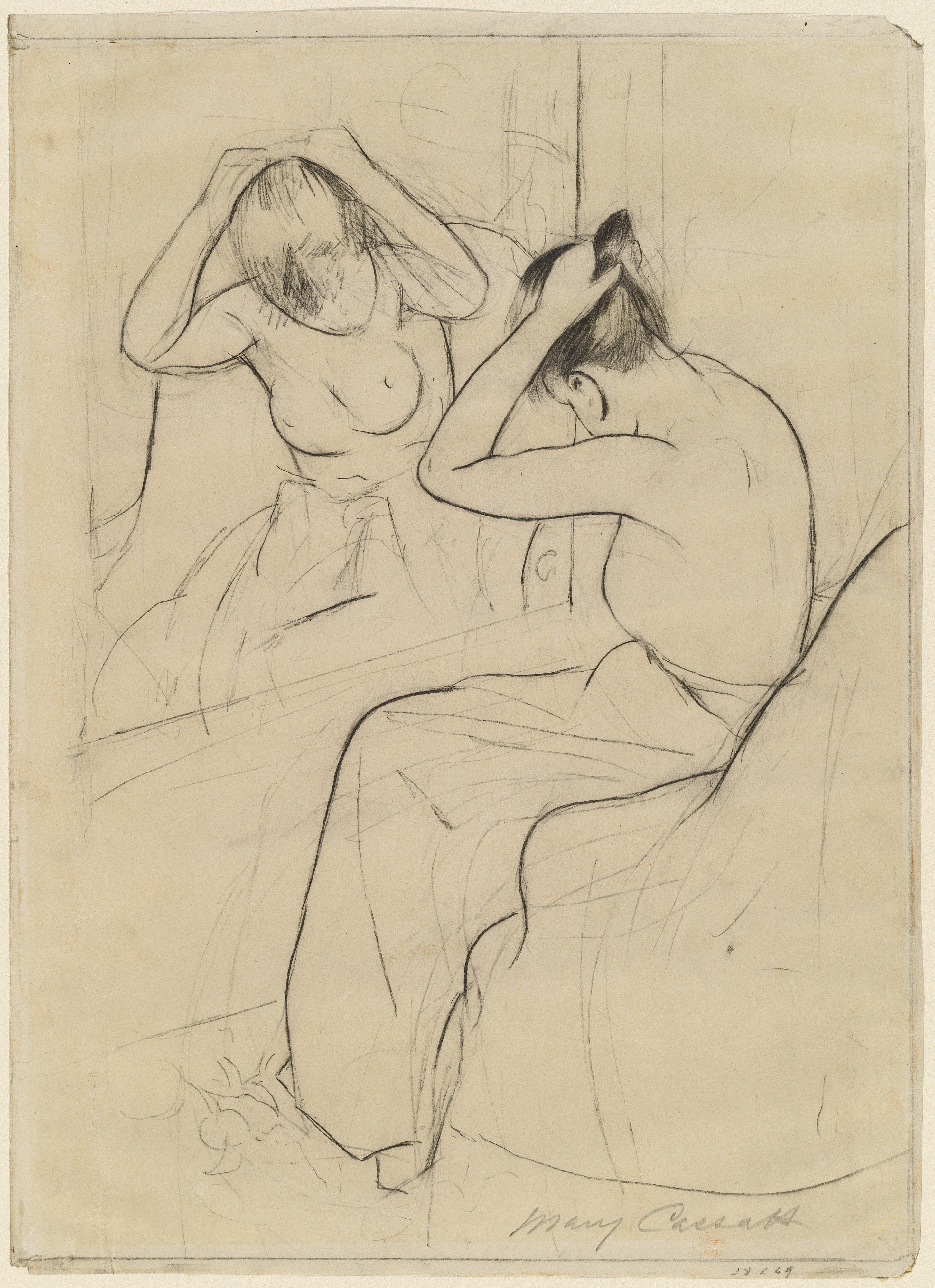
Disegno per la stampa realizzato con grafite su carta velina, esposto nella Collezione Rosenwald della National Gallery of Art a Washington

Cercava di mettere così fine all'acquisto di opere d'arte fatto unicamente per volontà e possibilità di persone ricche, e pure la scelta del soggetto, una donna svestita (generalmente trattato dagli uomini) e ritratta in un momento privato della sua intima quotidianità, è scelto per ottenere una comprensione maggiore da parte del pubblico, in questo caso femminile.
Questa incisione fa parte di 10 stampe, mostranti donne in ambienti domestici, che la pittrice realizzò tra l'estate del 1890 e l'inverno del 1891, dopo che rimase notevolmente impressionata da una mostra di stampe giapponesi tenutasi nell'aprile 1890 all'École nationale supérieure des beaux-arts di Parigi.
Quest'opera è quindi un esempio di giapponismo, cioè dell'influenza che l'arte giapponese ebbe sull'Occidente, specie sulla Francia, verso la fine del XIX secolo. Nel 1891, una volta completate, le stampe della Cassatt furono esposte nella galleria di Paul Durand-Ruel, sempre nella capitale francese.

## Descrizione
L'opera è ispirata alla xilografia di Kitagawa Utamaro Takashima Ohisa che usa due specchi per osservare la sua pettinatura, realizzata circa nel 1795.

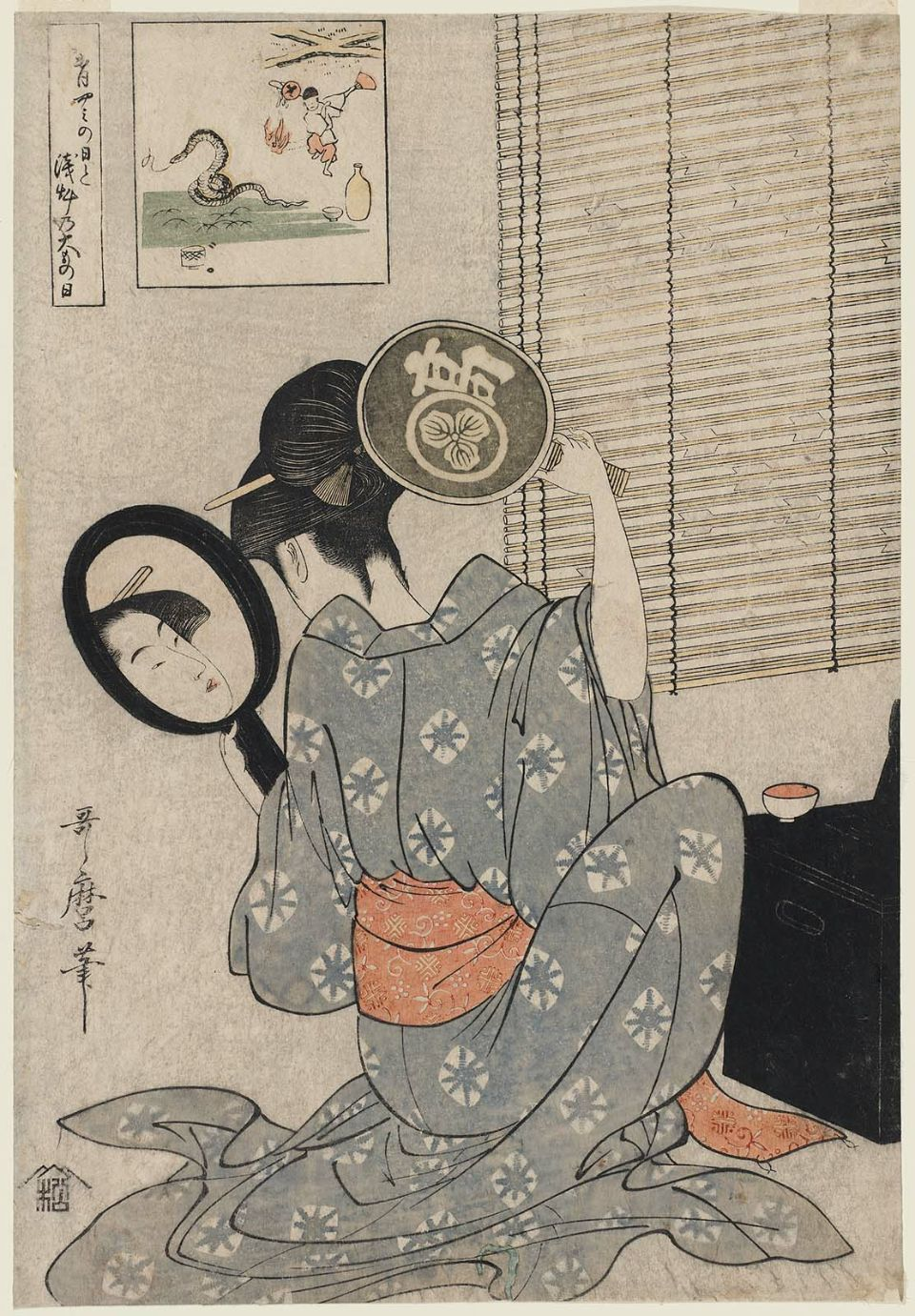
Kitagawa Utamaro, Takashima Ohisa che usa due specchi per osservare la sua pettinatura, 14.2×9.8, Museum of Fine Arts, Boston

Il soggetto dell'incisione è una donna asiatica a torso nudo, con le gambe coperte da un lenzuolo. È ritratta nell'azione di sistemarsi i capelli mentre si prepara a iniziare la giornata, di fronte a uno specchio, con lo sguardo rivolto al basso. Le inclinazioni a cui sono soggette la schiena e il collo rimandano alle curve della poltrona su cui è seduta, creando così maggior contrasto con la verticalità dello specchio.

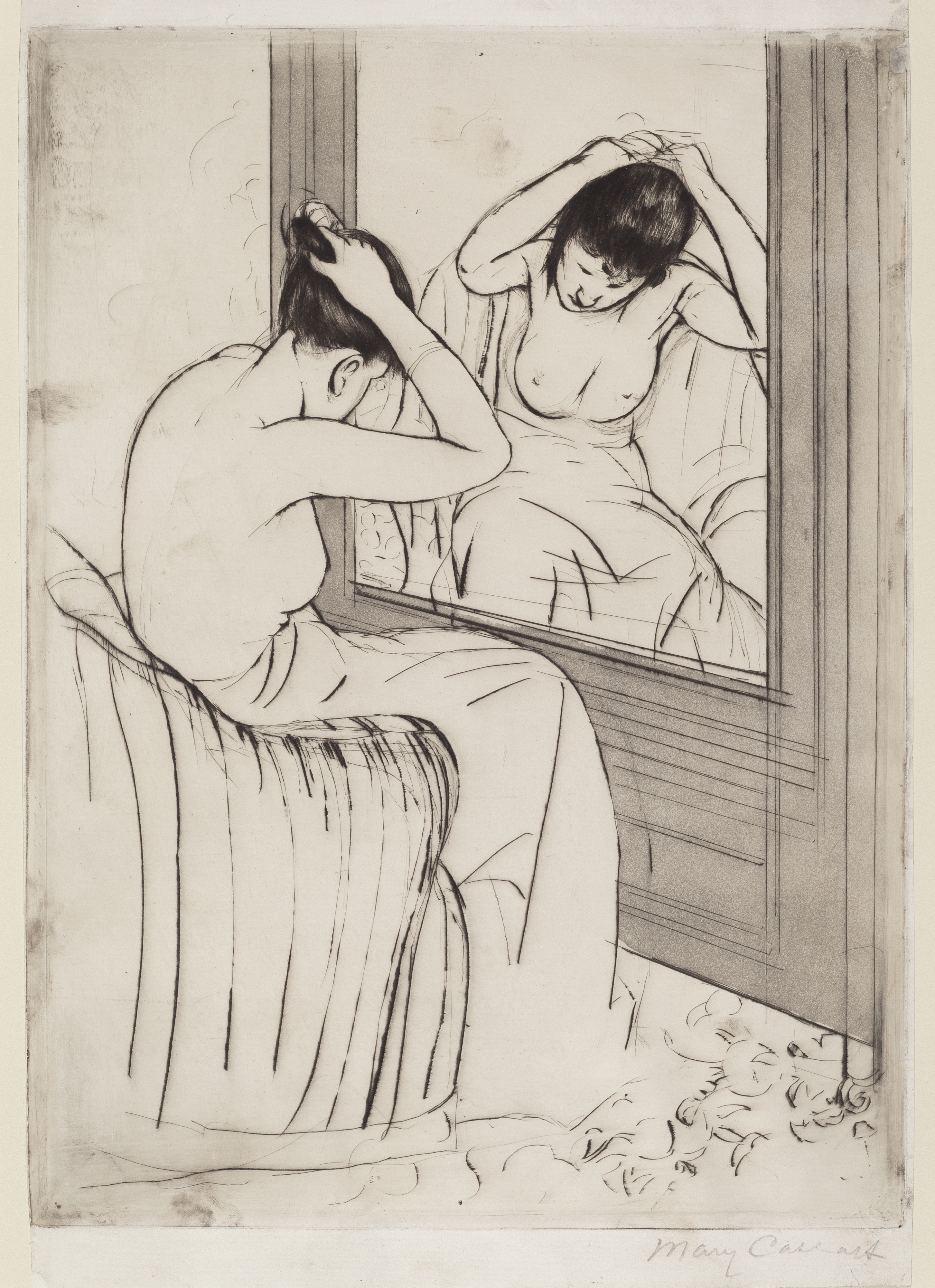
Versione della stampa del 1890, esposta nella Collezione Rosenwald della National Gallery of Art a Washington

La colorazione della stampa è limitata, essendo basata su sfumature di bianco, rosa e marrone, contribuendo in tal modo nel dare all'opera maggior chiarezza, già conferita dalle linee. L'artista imitò così l'effetto dato dal pastello (che amava usare di frequente), con colori sfumati, acquosi, sbiaditi, visibili soprattutto nella floreale carta da parati.
Queste caratteristiche di morbidezza e nitidezza sono date anche dal fatto che la Cassatt realizzò l'opera con le tecniche della puntasecca e dell'acquatinta.